# Канальний вентилятор

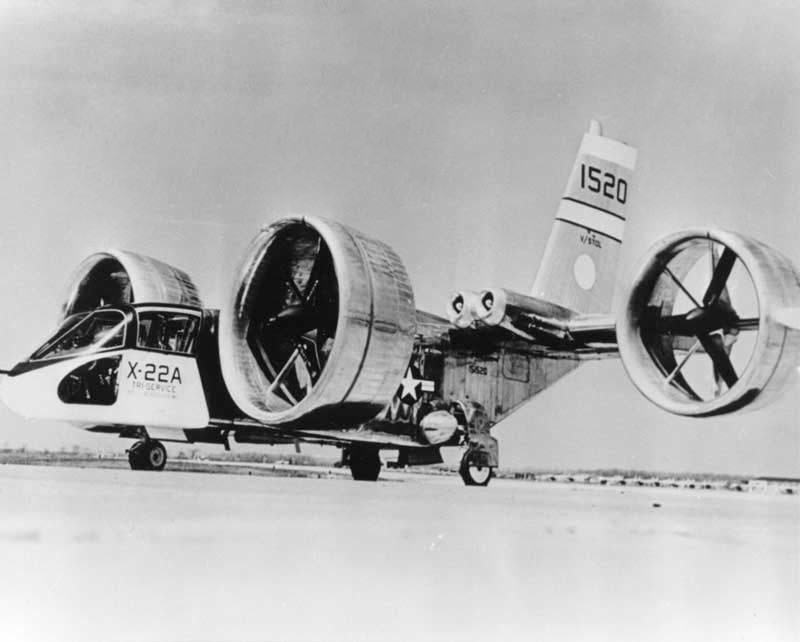
Американський дослідний літак вертикального злету і посадки Bell X-22 на злітній смузі

Канальний вентилятор або тунельний вентилятор це тип реактивних двигунів, що містять вентилятор, який є типовим повітряним гвинтом, що розташований всередині циліндричного каналу або повітропроводу. Повітряний канал дозволяє зменшити втрати енергії тяги від країв лопаток гвинта, а зміна поперечного перерізу каналу дозволяє розробнику вигідно впливати на швидкість і тиск повітряного потоку відповідно до закону Бернуллі. Реактивні канальні двигуни використовуються в літаках, дирижаблях, глісерах, суднах на повітряній подушці і навіть експериментальних персональних літальних апаратах вертикального злету і посадки.
Канальні вентилятори зазвичай мають більш короткі лопатки ніж звичайні гвинти, тому можуть працювати на більш високих швидкостях обертання.

## Застосування

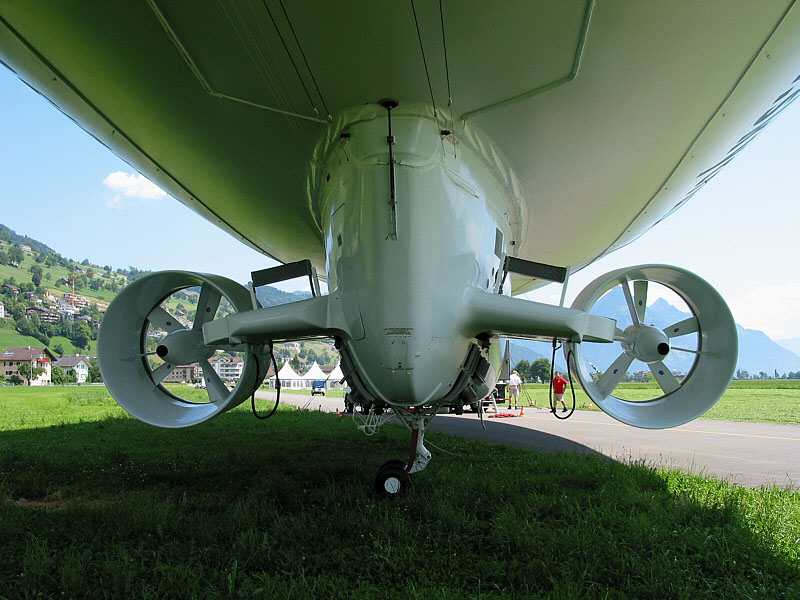
Канальні вентилятори на літаку чи дирижаблі

В авіакосмічній техніці, робоча швидкість обертання відкритого гвинта обмежена, оскільки швидкість на кінчиках лопаток наближається до звукового бар'єру на нижчих швидкостях ніж в еквівалентних канальних вентиляторах. В повнорозмірних літаках найбільш поширеним застосуванням канальних вентиляторів є турбовентиляторні двигуни, в яких енергія, що забезпечує рух вентилятора створюється газовою турбіною. Турбовентиляторні двигуни використовуються майже на всіх пасажирських літаках, винищувачах і бомбардувальниках. Однак, вентилятори в круглому каналі обтікання можуть приводитись в дії буд-яким джерелом потужності на валу, таким як поршневий двигун внутрішнього згоряння, двигун Ванкеля, або електродвигун. Такий тип канальних вентиляторів, відомі під назвою торговій марки Фенестрон (Fenestron), які використовуються як альтернатива для хвостових рульових гвинтів на гвинтокрилах. Канальні вентилятори зазвичай мають непарну кількість лопатей, щоб запобігти резонансу в каналі.
Канальні вентилятори популярні у літаках вертикального злету та приземлення, наприклад таких моделях, як Lockheed Martin F-35 Lightning II, та інших апаратах з низькою швидкістю по типу суден на повітряній подушці, для більш ефективного відношення тяги до ваги апарату. 
В деяких випадках, покриті ротори можуть бути на 94% ефективніші за відкриті ротори. Підвищена ефективність забезпечується завдяки тому, що потік менше контактує із зовнішнім повітрям і таким чином несе більше кінетичної енергії.
Серед любителів авіамоделізму, канальні вентилятори популярні для використання в високопродуктивних радіокерованих моделях літаків. Карбюраторні двигуни внутрішнього згоряння в поєднанні з канальними вентиляторами були першою вдалою конструкцією, яка дозволила моделювати масштабовані моделі реактивних літаків. Не зважаючи на те, що існують модельні турбореактивні двигуни, канальні вентилятори в поєднанні з електродвигунами  залишаються популярні в відносно невеликих, дешевих моделях літаків. Деякі моделі літаків з канальними вентиляторами на електродвигунах можуть розвивати швидкість вище 200 миль на годину (приблизно 320 км на годину).

## Переваги

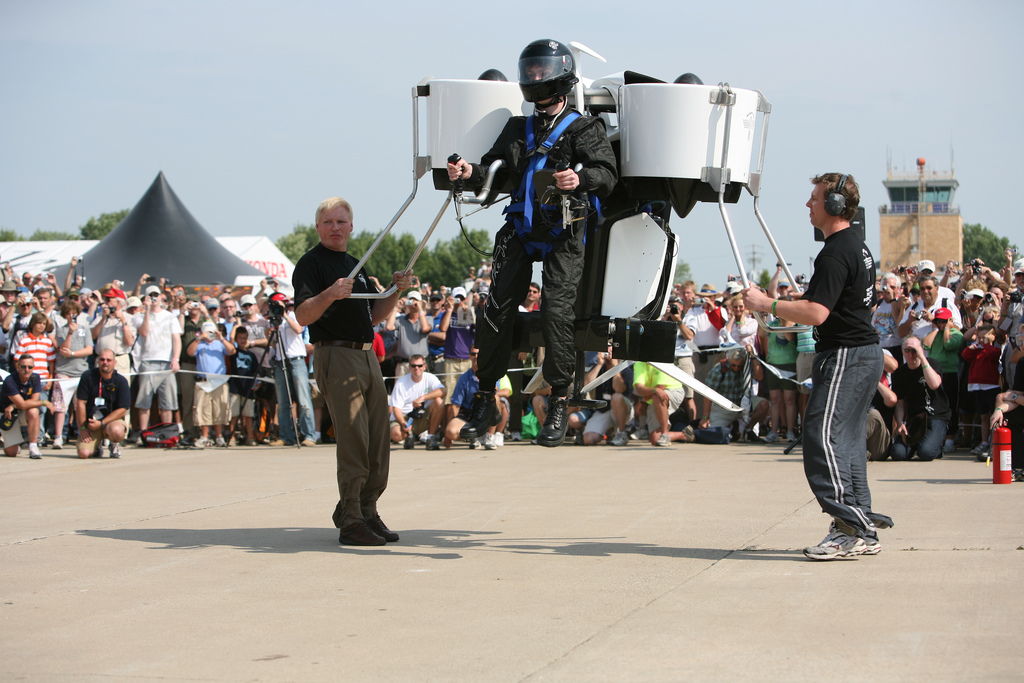
Martin Jetpack - персональний літак оснащений канальними вентиляторами

- При зменшенні втрат енергії на кінчику лопатки гвинта, канальний вентилятор є більш ефективним у створенні тяги, ніж звичайний пропелер, особливо на малій швидкості і високому рівні статичної тяги (дирижаблів, суден на повітряних подушках).
- Розраховуючи розміри повітровода належним чином, розробник може змінити швидкість повітря через вентилятор, що дозволить йому працювати ефективніше при більших швидкостях повітряного потоку, ніж звичайний пропелер здатний.
- При наявності деякої статичної тяги, канальний вентилятор матиме менший діаметр ніж відкритий повітряний гвинт, що дозволяє зменшити механізм передачі.
- Канальні вентилятори тихіші за гвинти: вони захищені від шуму лопатей, і мають нижчу швидкість обертання і інтенсивність спутних струй, які спричиняють появу шуму.
- Канальні вентилятори дозволяють деякою мірою здійснювати управління вектором тяги, що не можливо зі звичайними пропелерами. Це дозволяє в деяких випадках використовувати їх замість поворотних двигунів конвертоплану.
- Канальні вентилятори досить безпечні при використанні біля поверхні землі.

## Недоліки
- Канальний вентилятор менш ефективний, ніж пропелер, при малій тязі.
- Досягнення високої ефективності вимагає дуже невеликих зазорів між лопатками і повітропроводом.
- Потребують високих обертів за хвилину і мінімальний рівень вібрацій.
- Складне проектування повітропроводу, і збільшення ваги, навіть якщо їх виготовляють з передових композитних матеріалів.
- При великих кутах атаки, частина повітропроводу не задіюється створює лише опір.[3]